# Andrenosoma pygophora
Andrenosoma pygophora är en tvåvingeart som beskrevs av Ignaz Rudolph Schiner 1868. Andrenosoma pygophora ingår i släktet Andrenosoma och familjen rovflugor. Inga underarter finns listade i Catalogue of Life.